# Siphofaneni
Siphofaneni là một thị trấn thuộc vùng Lubombo miền trung Eswatini (Swaziland), cách Manzini 45 km và Big Bend, một thị trấn sản xuất mía lớn trên đường cao tốc chính dẫn đến Durban, 20 km. Siphofaneni có suối nước nóng và được bao quanh bởi một số trang trại mía. Nó nằm trên bờ của con sông lớn nhất ở Swaziland, Usutu.

## Khí hậu
Siphofaneni có khí hậu nhiệt đới, rất nóng vào mùa hè và lạnh vào mùa đông.

## Giao thông
Giao thông Siphofaneni có một trong những nhà ga chính trong cả nước, đóng vai trò kết nối giữa tuyến đường sắt Goba (Matsapha-Siphofaneni-Mpaka) và tuyến đường sắt Vịnh Richards (Siphofaneni-Lavumisa).
Các chuyến tàu chở hàng của Đường sắt Eswatini đi qua thị trấn.